# Congregazione del terrore degli uffiziali di Roma
La Congregazione del terrore degli uffiziali di Roma, ufficialmente in latino Congregatio de servis Romae terror, era un organismo della Curia romana, fondato da Paolo IV il 22 gennaio 1557 e oggi soppresso.

## Storia
Papa Paolo IV creò questo dicastero il 22 gennaio 1557.
La congregazione era una commissione composta di venti cardinali e quaranta prelati oltre al papa e aveva il compito, una volta al mese, di tenere una seduta pubblica ove udire tutte le querele e le lamentele oltre alle suppliche, di qualunque persona, proveniente da qualunque paese, di qualsiasi estrazione sociale.
La commissione si faceva carico di rendere giustizia a quanti si presentavano a supplicare presso santa Romana Chiesa il che faceva assumere al Papa anche il ruolo di giudice supremo in quanto rappresentante di Dio in terra.
Lo storico Giampiero Brunelli sostiene trattarsi di un organo mai esistito, un falso che è il frutto di un errore storiografico che ha avuto lunga fortuna tra gli storici, nato dalla confusione con la cosiddetta audientia publica, un'assise giudiziaria fondata da Paolo IV il 23 gennaio 1557, riunitasi ogni mese fino al luglio 1559.